# Fedja
Fedja je moško osebno ime.

## Izvor imena
Ime Fedja različica ruskega imena Fedor.

## Pogostost imena
Po podatkih Statističnega urada Republike Slovenije je bilo na dan 31. decembra 2007 v Sloveniji 32 oseb z imenom Fedja.

## Osebni praznik
Osebe z imenom Fedja praznujejo god takrat kot osebe z imenom Teodor, to je 19. septembra ali 9. novembra.

## Znane osebe
- Fedja Rupel, slovenski flavtist
- Fedja Juvan, slovenski novinar